# امپراتوری بابل کهن
امپراتوری بابل کهن نام یک امپراتوری واقع در بابل و نواحی اطراف آن بود.
قدمت امپراتوری بابل کهن به سال ۱۸۹۴ پیش از میلاد برمی گردد با درگیری‌های طولانی آنان با سومریان در جنوب و شمال میان رودان که در نهایت اقتدار بابلی‌ها توسط حمورابی تثبیت گردید و سرانجام این تمدن در سال ۱۵۹۵ پیش از میلاد بر اثر حمله هیتی‌ها از بین رفت.

## دشواری‌های جست و جو برای ریشه‌های سلسله اول
منشأ واقعی سلسله اول بابلی را با قطعیت بسیار دشوار می‌توان مشخص کرد صرفاً به این دلیل که خود بابل، به دلیل سطح بالای آب خلیج فارس و رودها، مواد باستان‌شناسی بسیار کمی دست نخورده به دست می‌دهد؛ بنابراین، شواهدی که در طول سال‌ها باقی مانده‌اند شامل اسناد مکتوب مانند کتیبه‌های سلطنتی و نذری، متون ادبی و فهرست‌هایی از نام سال‌ها می‌شود. حداقل شواهد موجود در اسناد اقتصادی و حقوقی، تشریح تاریخ اقتصادی و اجتماعی سلسله اول بابلی را دشوار می‌سازد، اما با وقایع تاریخی که در ادبیات به تصویر کشیده شده و وجود فهرست‌های نام سال، می‌توان گاه‌شماری را تعیین کرد.

## نخستین پادشاهان این سلسله
با شواهد کمی در دست است، اطلاعات زیادی در مورد سلطنت پادشاهان از سومو-ابوم از طریق سین-موبالیت وجود ندارد به جز این واقعیت که آنها اموری بودند و نه بومی اکدی. با این حال، آنچه مشخص است این است که آنها چیز زیادی به وسعت قلمرو اضافه نکرده‌اند. هنگامی که حمورابی پادشاه اموری به قدرت رسید، پیروزی‌های نظامی او در به دست آوردن زمین‌های بیشتری برای امپراتوری موفقیت‌آمیز بود. با این حال، بابل تنها یکی از چندین قدرت مهم در میان آشور بود. بابل توسط شمشی-ادد یکم و لارسا توسط ریم-سین یکم اداره می‌شد. دستاوردهای اولین پادشاه شناخته شده سلسله، سومو-ابوم، شامل تلاش‌های او در گسترش قلمرو بابل با فتح دلبات و کیش است. جانشین او، سوموالایلوم، توانست دیوار اطراف بابل را که سوموآبوم شروع به ساختن آن کرده بود، تکمیل کند. سومالائلوم همچنین توانست شورش‌ها را در کیش شکست دهد و در نابودی کزالو موفق شد و حتی کنترل مختصری بر نیپور داشت (اگرچه دوام نیاورد). اطلاعات کمی در مورد سلطنت سابیوم، اپیل سین و سین موبالیت در دسترس است، به جز اینکه آنها به حکومت بر سرزمین فتح شده ادامه دادند و همچنین دیوارها را تقویت کردند و شروع به ساخت کانال کردند. با این حال، سین موبالیت به دلیل شکست‌های موفقیت‌آمیز خود از ریم سین یکم، که بابل را از تهاجم بیشتر محافظت کرد، شناخته شده‌است. سپس سین‌موبالیت نقش پادشاه را به پسرش حمورابی واگذار کرد.

## دوره سلطنت حمورابی
حمورابی پس از کناره‌گیری پدرش یعنی سین-موبالیت به سلطنت رسید او در دوره سلطنتش بابل را به اوج قدرت خود رساند. حمورابی بابل را تا میان رودان گسترش داد و سرزمینهای چندی از جمله لارسا، اشنونا و ماری را به امپراتوری افزود. از جمله کارهای انجام داده حمورابی می‌توان به تدوین نخستین قانون جهان یعنی قانون حمورابی اشاره کرد، قانون حمورابی شامل ۲۸۲ ماده دربارهٔ حقوق جزا، قانون مدنی و حقوق تجارت است. سرانجام حمورابی در سال ۱۵۵۰پ. م و در سن شصت سالگی درگذشت و پسرش سامسو-ایلونا جانشین او شد.

## دوره جانشینان حمورابی
اطلاعات کمی در مورد پادشاهان جانشین حمورابی وجود دارد. پادشاهان از سامسویلونا تا سامسودیتانا سوابق بسیار کمی از این اتفاقات در دوران سلطنت خود دارند. با این حال، ما می‌دانیم که سامسویلونا در شکست دادن ریم-سین دوم موفق بود، اما با این وجود بخش‌های عمده ای از سرزمین فتح شده بابل را از دست داد تنها قدرت واقعی بر هسته قلمرو بابلی باقی مانده از سلطنت حمورابی. پادشاهانی که جانشین سامسویلونا شدند با آشفتگی مشابهی روبرو خواهند شد. اولین سلسله بابلی سرانجام با از دست دادن قلمرو و پول امپراتوری به پایان رسید و با انحطاط بزرگی روبرو شد. حملات هیتی‌هایی که می‌خواستند به خارج از آناتولی گسترش یابند، در نهایت منجر به نابودی بابل شد. پس از آن، دوره کاسیتی پس از سلسله اول بابلی، از ۱۱۵۴ تا ۱۱۷۰ قبل از میلاد حکومت کرد. در زمان سقوط بابل، کاسی‌ها به مدت یک قرن و نیم بخشی از منطقه بودند و گاهی با منافع بابل و گاهی علیه بابل عمل می‌کردند.
سرانجام امپراتوری بابل کهن توسط هیتی‌ها در سال ۱۵۹۵/۱۵۳۱ تسخیر شد و پایان یافت. سپس حکومت سلسله کاسیان بنیان نهاده شد

## نگارخانه

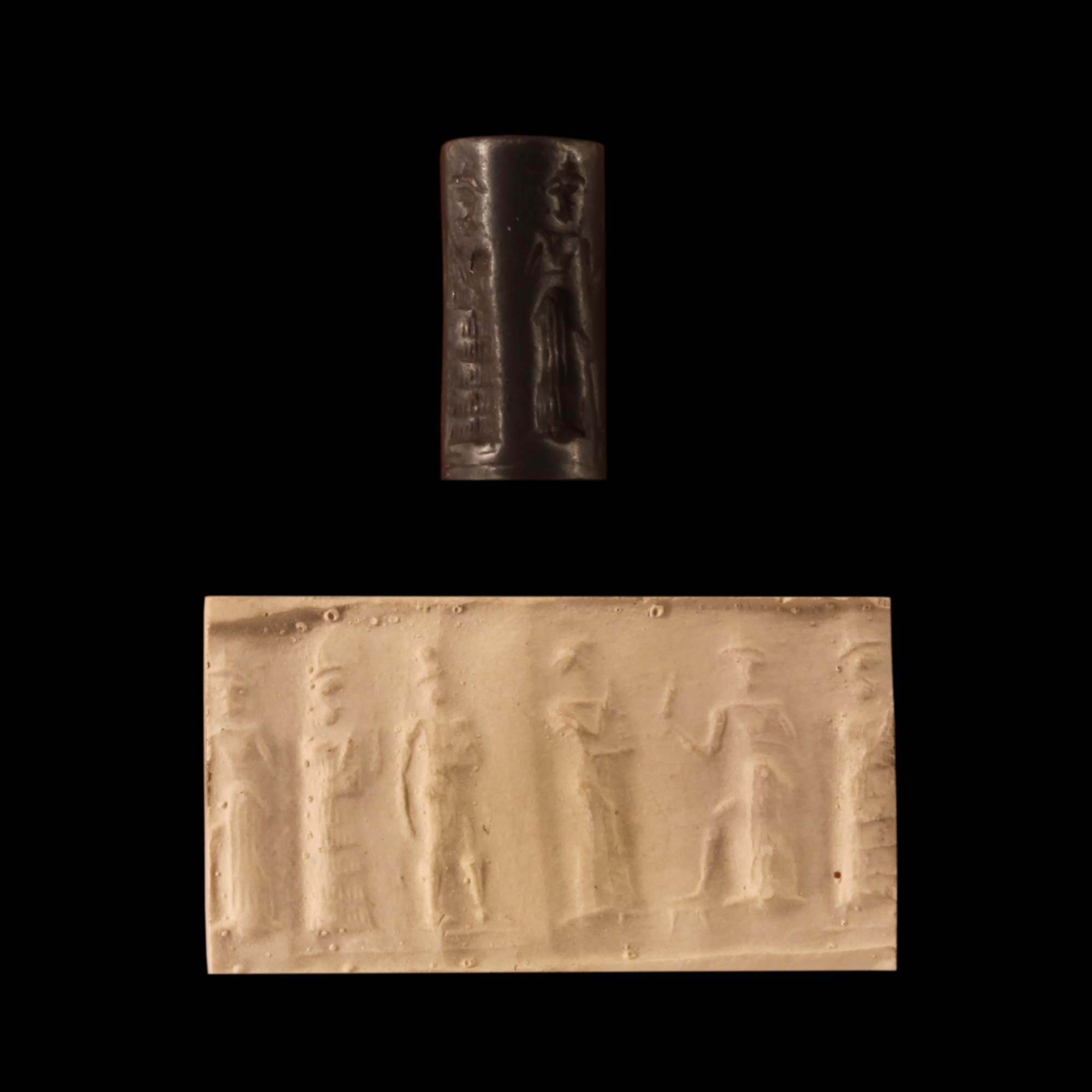
صحنه ارادت
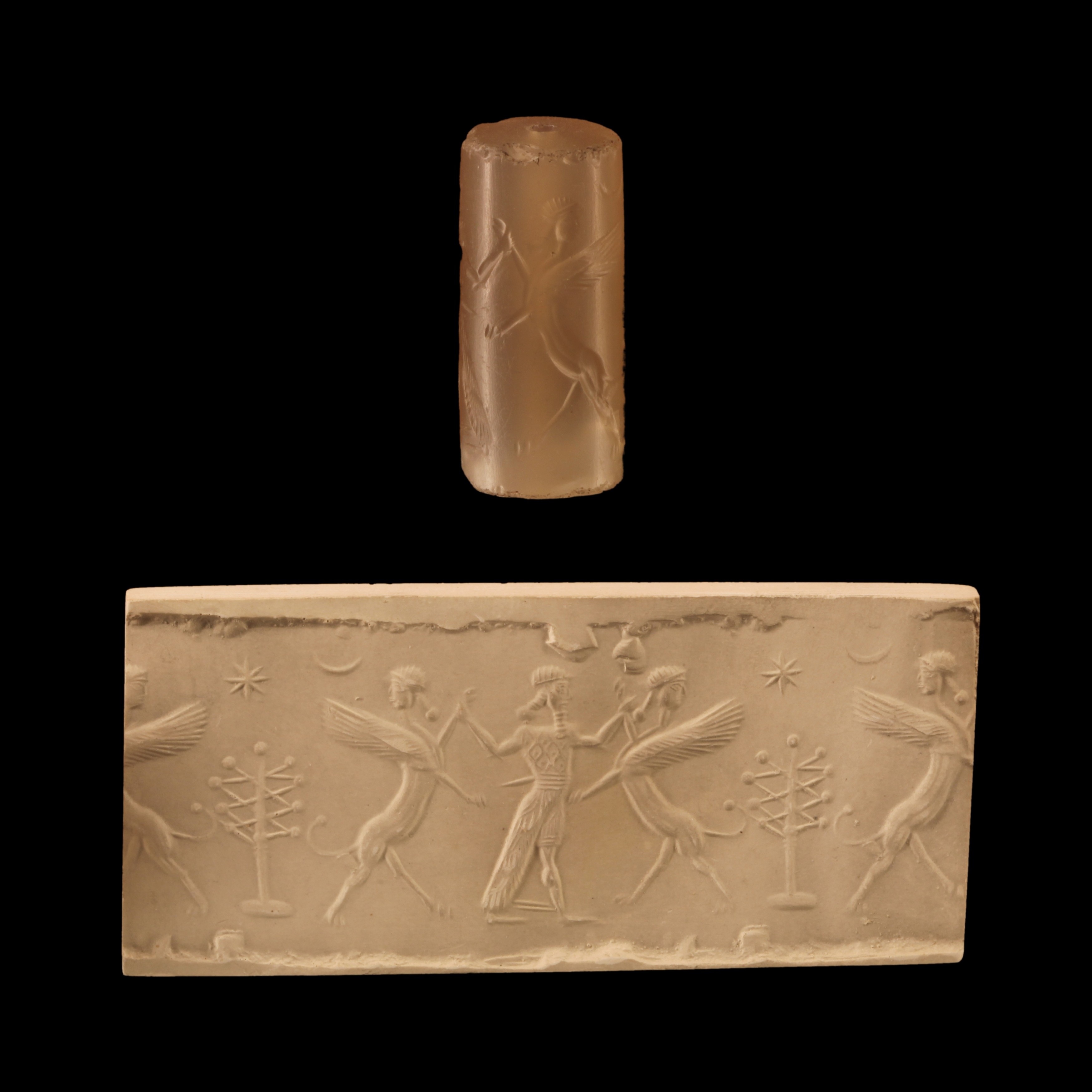
مبارزه قهرمان با دو دیو بالدار
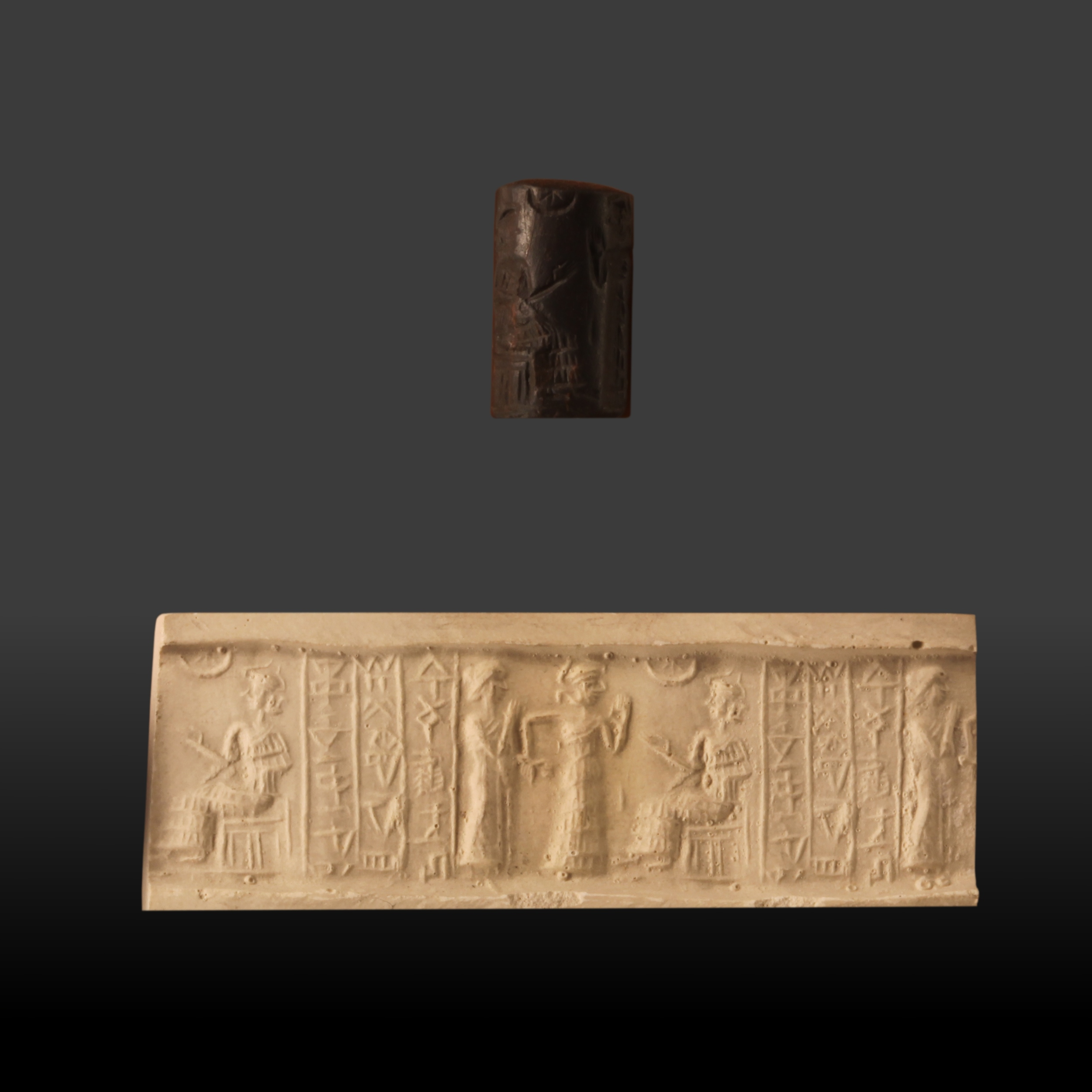
ارائه به یک الوهیت
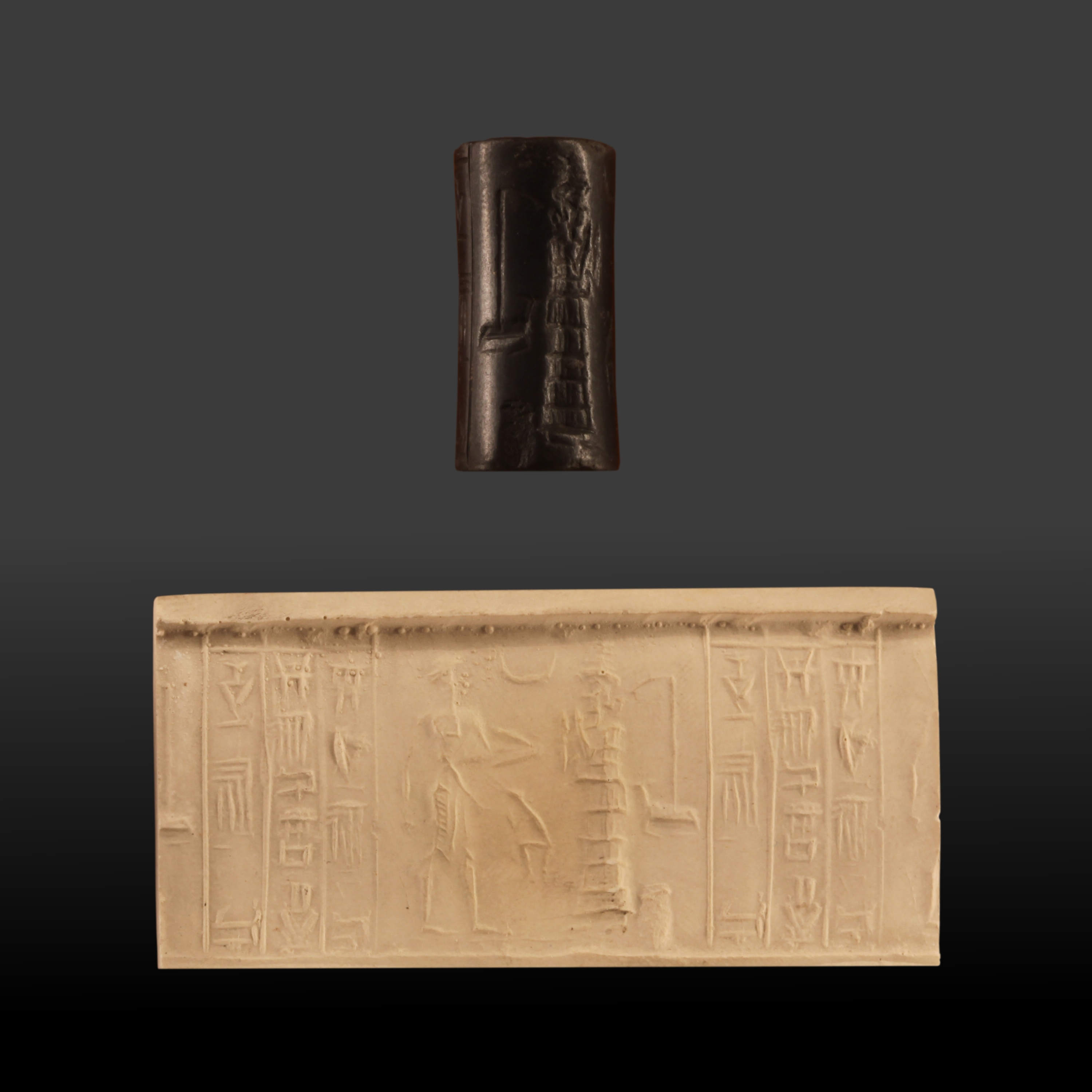
صحنه ارادت با کتیبه